# 주태국 포르투갈 대사관
주태국 포르투갈 대사관(포르투갈어: Embaixada de Portugal na Tailândia, 태국어: สถานเอกอัครราชทูตโปรตุเกสประจำประเทศไทย)은 포르투갈 정부가 태국 방콕에 설치한 대사관이다. 이 건물은 방락 캡틴부시레인(Captain Bush Lane, 차른끄룽로 30번가)에 위치하며 짜오프라야강 동안과 접한다. 1820년에 건립 계획이 등장했고 1860년에 건축이 시작되었다. 태국에서 오랜 역사를 가진 외교 공관이며 대사 관저는 태국의 역사적 건축물에 부여하는 상을 받았다.

## 역사

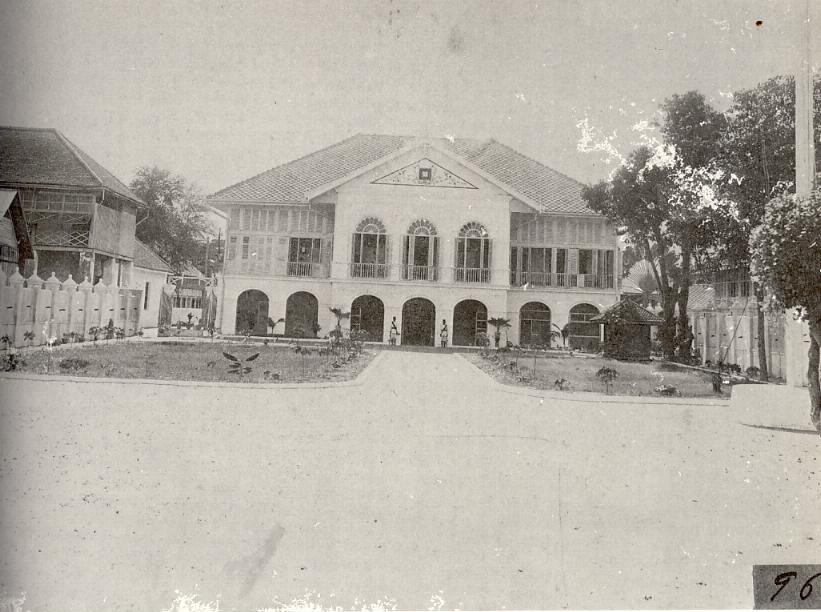
방콕 주재 포르투갈 공사관 (1918년 촬영)

포르투갈은 16세기 아유타야 왕국 시대에 시암과 접촉한 최초의 유럽 국가였다. 포르투갈인들은 수도 근처에 토지를 얻었고 상당수 포르투갈인 공동체가 시암에 정착했다. 1767년에 시암에서 아유타야 왕국이 함락되고 톤부리 왕국과 라타나코신 왕국이 등장하면서 포르투갈인들은 시암의 새로운 수도가 된 현재의 방콕에 재정착했다.
1786년에는 시암의 라마 1세(풋타엿파쭐라록) 국왕이 버마(미얀마) 꼰바웅 왕조와의 9군 전쟁에서 포르투갈의 지원에 감사하는 표시로 방콕에 성묵주 교회를 건립하기 위해 사용될 토지 가운데 일부를 포르투갈 정부에 제공하는 안건을 승인했다. 또한 라마 1세 국왕은 포르투갈인들이 공장(무역소)을 세우기를 원한다면 토지를 제공하겠다고 약속했다. 이것은 라마 2세(풋릇란팔라이) 국왕의 재위 기간인 1820년에 실현되었다. 교회에서 멀지 않은 강가의 토지는 시암 주재 포르투갈 총영사였던 카를루스 마노엘 다 실베이라에게 주어졌다. 해안가를 따라 나와 있는 72와(144m), 폭 50와(100m)의 토지에는 2개의 조선소가 있었는데 베트남 응우옌 왕조의 자롱 황제가 시암으로 망명하던 동안에 거주했던 곳이기도 하다.
원래 건물은 대나무와 나무로 지어졌으며 1860년에 건축이 시작되었다. 당시 포르투갈의 식민지였던 인도 고아주(포르투갈령 인도)에서 자재를 선적하기 위한 계획이 세워졌지만 항해 도중에 선박이 난파되어 시암 현지의 자재를 대신 사용해야 했다. 1867년에는 공사가 중단되었다. 1875년에 완공되지 않은 건축물이 악화된 상태로 남아 있게 되자 영사관에서는 오스트리아-헝가리 제국의 이탈리아계 건축가인 요아힘 그라시를 고용하여 5개월 내에 재건하였다. 공관 건립 과정에서는 10,000 멕시코 달러가 투입되었다. 이 건물은 안토니우 펠리시아누 마르케스 페레이라 영사에 의해 건립되었는데 나중에 영사관이 대사관으로 승격됨에 따라 영사 관저로 사용되었다. 이 무렵 방콕에서는 차른끄룽로가 건설되었고 대사관은 캡틴부시레인(Captain Bush Lane) 또는 차른끄룽로 30번가로 알려진 샛길에서 문을 열었다. 영국과 프랑스를 포함한 다른 나라들의 태국 주재 공관들도 근처에 세워졌는데 이 지역은 19세기에서 20세기 사이에 방콕에 형성된 유럽인 공동체의 중심지가 되었다.

## 건축

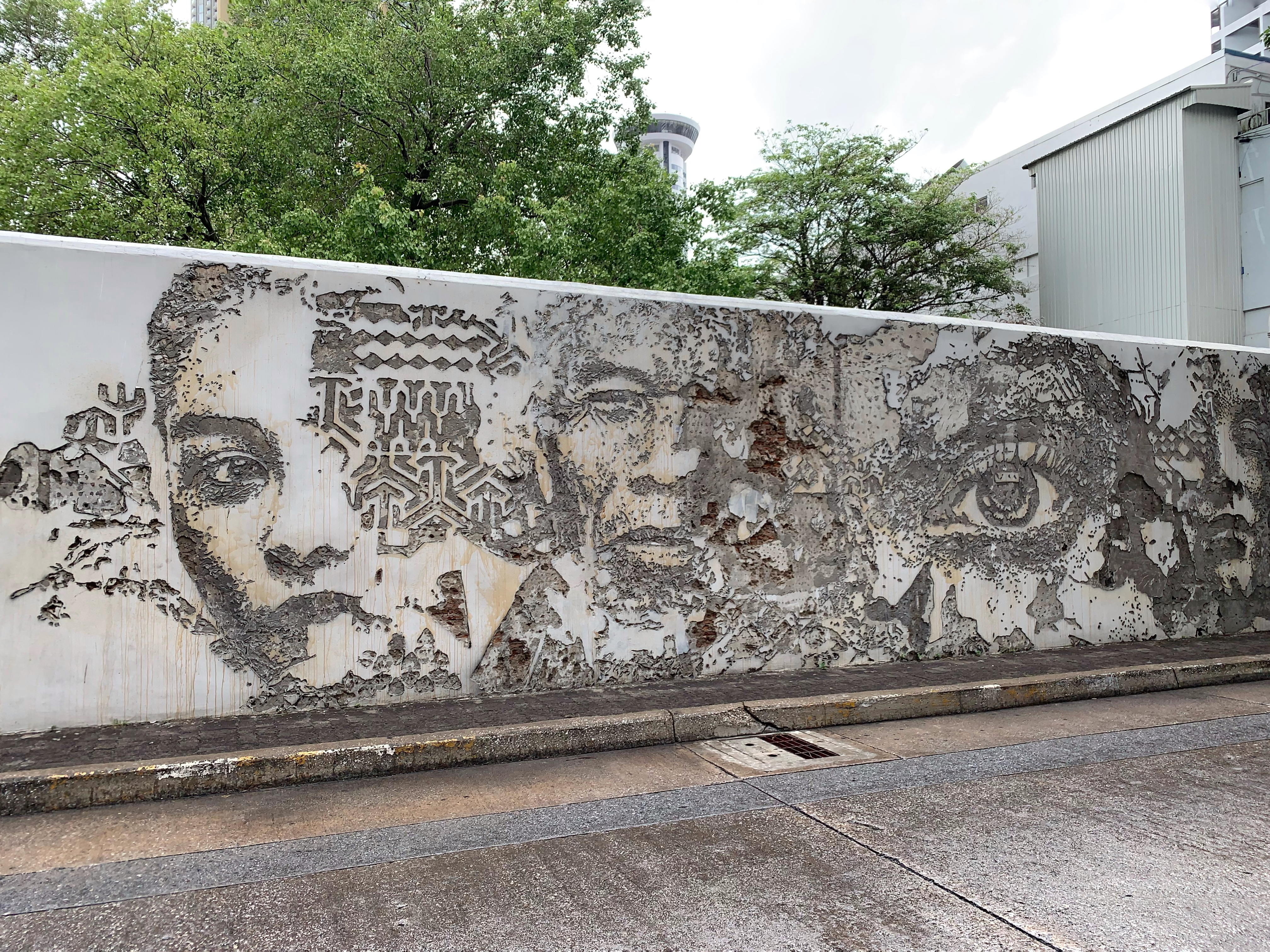
포르투갈의 거리 예술가인 빌스(Vhils)가 주태국 포르투갈 대사관 담장에 그린 벽화

대사 관저는 콜로니얼 양식으로 지어진 2층 건물이다. 평면은 직사각형이며 가운데 정면 현관과 맞배지붕에서 튀어나온 박공이 신팔라디오 건축의 영향을 보여준다. 강을 마주하고 있는 정면의 파사드는 낮은 층 전체 길이를 달리는 통나무를 특징으로 한다. 위층에는 3개의 아치형 창문이 있고 그 위에는 포르투갈의 국장이 박공을 장식하고 있다.
포르투갈의 도자기 타일로 장식된 입구는 침수를 막기 위해 지반 침하와 이에 따른 외부 지반 상승으로 외부 지반보다 몇 계단 낮은 큰 홀로 열린다. 아래층에는 이전에 별도의 건물로 이전한 사무실이 있었고 지금은 응접실이 있다. 치외법권 시대에 사용되었던 감옥도 지하실에 위치했었다. 위층의 중앙 홀로 올라가는 계단은 침실, 거실, 작고 큰 식당을 포함한 모든 방에 접근할 수 있게 해준다. 베란다는 위층의 앞뒤에 일렬로 늘어서 있다.
이 건물은 20세기 동안에 전기와 에어컨의 설치를 포함하여 여러 차례의 변경, 개조 및 복원을 거쳤으며 가장 최근에는 2013년에 건물을 원래 상태와 더 가깝게 만들기 위해 만들어졌다. 구조용 보와 상부 바닥재에 사용된 원래 티크는 그대로 남아 있다. 이 건물은 방콕에서 가장 오래된 외교 공관이며 1984년에 시암 건축 협회(ASA)로부터 건축 보존상을 수상했다.
관저의 장식품 중에는 아유타야 왕국의 옛 포르투갈인 정착지에서 가져온 적어도 18세기의 조각된 나무 문 한 쌍이 있다. 여러 개의 청동 대포가 관저 입구를 지키고 있다.
역사적인 공장 또는 페이토리아(Feitoria)의 일부인 옛 창고가 현재는 공관 역할을 한다. 2004년에는 포르투갈의 건축가들과 공학자들의 기여로 대대적인 보수 공사를 거쳤다. 이 과정은 목조 건축물 자체와 금속, 유리를 유지하는 대신에 현대적이고 세련된 사무실, 아래층에 있는 포르투갈 문화 센터 교실, 도서관, 자원 센터의 기틀을 만들었다. 3번째 건물에는 직원이 거주하는 공관이 있다.
대사관은 비교적 넓은 부지와 정원을 가지고 있으며 이 가운데 일부는 호텔의 수영장과 테니스 코트를 위해 옆에 위치한 로열 오키드 쉐라톤 호텔에 임대한다. 강둑을 따라 있는 홍수벽과 펌프는 강으로부터 복합 시설을 보호하기 위해 필요하다.
2017년에는 포르투갈의 거리 예술가인 빌스(Vhils)에 의해 그의 《표면 긁기》 시리즈의 일부로 주태국 포르투갈 대사관 담장에 벽화를 설치했다. 주태국 포르투갈 대사관이 후원한 이 프로젝트는 태국 크리에이티브 디자인 센터가 이끄는 방콕의 크리에이티브 디스트릭트로서 주변 지역을 홍보하기 위한 노력의 일환이었다.

## 운영
태국 방콕 주재 포르투갈 대사관은 상대적으로 작은 외교 공관에 속한다. 2018년 기준으로 7명의 직원이 근무하고 있다. 태국 주재 포르투갈 대사관은 베트남, 말레이시아, 미얀마, 라오스, 캄보디아와 관련된 외교 임무를 겸임한다. 대사관은 태국에 거주하는 약 1,000명의 소규모 포르투갈인 공동체를 지원하고 문화, 상업 활동, 관광, 학계에서의 양국 관계를 증진시키는 일을 한다.

### 내용주
1. ↑  와(태국어: วา)는 태국의 전통적인 길이 단위로 2m 또는 4속(태국어: ศอก, 1속은 50cm에 해당함)에 해당한다.

### 참고주
1. 1 2 3 4  de Mendonha e Cunha, Helder (1971년 7월). “The 1820 Land Concession to the Portuguese” (PDF). 《Journal of the Siam Society》 59 (2). 2018년 2월 13일에 확인함.
2. 1 2 3 4 5  ปุญชรัสมิ์ คงเศรษฐกุล (2016년 9월 8일). “บ้านพักเอกอัครราชทูตโปรตุเกส / Portuguese Embassy Residence”. 《asaconservationaward.com》 (태국어, 영어). Association of Siamese Architects. 2018년 2월 13일에 확인함.
3. 1 2  Talisman Media. “European Heritage Map” (PDF). 《Mason Florence》 (영어). 2018년 2월 13일에 확인함.
4. 1 2 3 4 5 6 7  ทรงกลด บางยี่ขัน (2018년 1월 9일). “สถานทูตโปรตุเกส สถานทูตแห่งแรกในกรุงเทพฯ อายุกว่า 150 ปี”. 《The Cloud》 (태국어). Cloud and Ground Co., Ltd. 2018년 2월 13일에 확인함.
5. ↑  Pittayawattanachai, Piriya (2011년). 《สถาปัตยกรรมของโยอาคิม กราซีในสยาม》 (PDF) (학위논문) (태국어). Silpakorn University. 164-169쪽. 2019년 1월 26일에 확인함.
6. ↑  Ouyyanont, Porphant (1999년 3월). “Physical and Economic Change in Bangkok, 1851–1925”. 《Japanese Journal of Southeast Asian Studies》 36 (4): 437-474. hdl:2433/56692. PMID 22533000.
7. 1 2 3 4 5  Wechsler, Maximilian (2016년 3월 8일). “New Portuguese Ambassador buildson historic ties with Thailand”. 《The BigChilli》 (영어). 2018년 2월 13일에 확인함.
8. 1 2  “Brief history – Portuguese Cultural Center – Camões IP, Bangkok”. 《Portuguese Cultural Center》 (영어). 2012년 2월 24일에 원본 문서에서 보존된 문서. 2018년 2월 13일에 확인함.
9. ↑  Mahavongtrakul, Melalin (2017년 5월 8일). “Old quarters, new creativity”. 《Bangkok Post》 (영어). 2018년 2월 13일에 확인함.
10. ↑  Ketbungkan, Kaewta (2017년 2월 8일). “Portuguese Artist 'Vhils' Makes His Mark on Charoen Krung Wall”. 《Khaosod English》. 2018년 2월 13일에 확인함.